# Vliegveld Stadtlohn-Vreden
Vliegveld Stadtlohn-Vreden (vliegveld Wenningfeld) ligt in Duitsland in de regio Borken, 5 km van Vreden en Stadtlohn aan de Nederlandse grens bij Winterswijk.
De lengte van de startbaan is 1200 meter met een breedte van 30 meter. Voor 2009 was de startbaan 980 meter en de breedte 20 meter. Er bestaan controversiële plannen voor een verlenging naar 1800 meter startbaan.
Het vliegveld wordt gebruikt voor zaken, sport en privé vluchten, zweefvliegen en parachutespringen.
De zweefvliegstartbaan ligt direct naast de geasfalteerde startbaan.